# Паридуби
Пари́дуби — село в Україні і Смідинській сільській громаді Ковельськогоо району Волинської області. Населення становить 386 осіб. У Паридубах діє фельдшерсько-акушерський пункт, дев'ятирічна школа і Свято-Миколаївська церква.

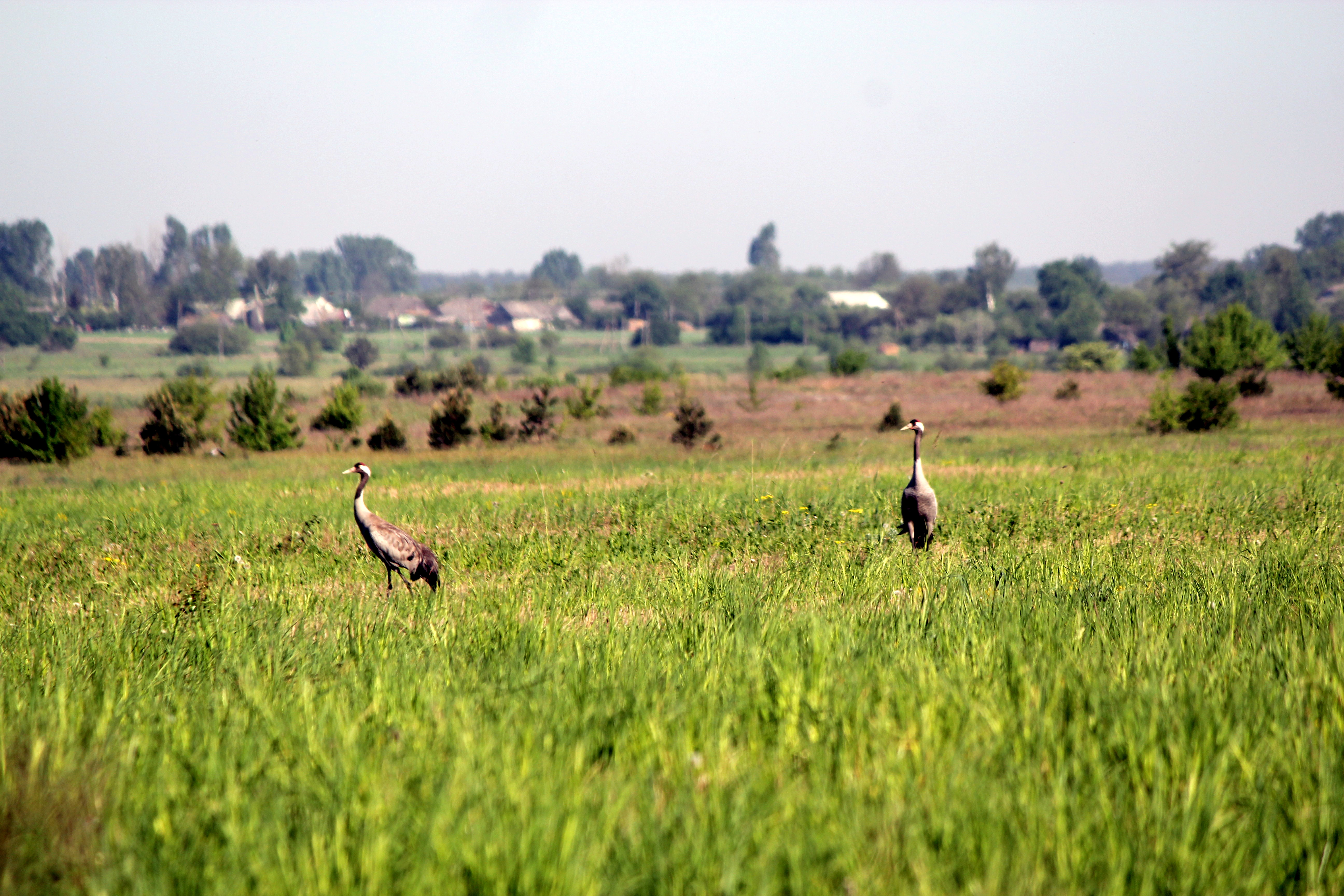

## Географічні відомості
Паридуби розташовані у Ковельському району, відстань до райцентру 29 км, до обласного центру 97 км, до найближчої залізничної станції 0.5 км, до траси міжнародного значення Київ — Варшава 4.5 км на півночі села за 0.5 км протікає річка Кизівка.
У селі проживає 337 чоловік, кількість дворів — 131.
Населений пункт село має залізничний зв'язок із містами Ковель, Любомль.

## Назва села

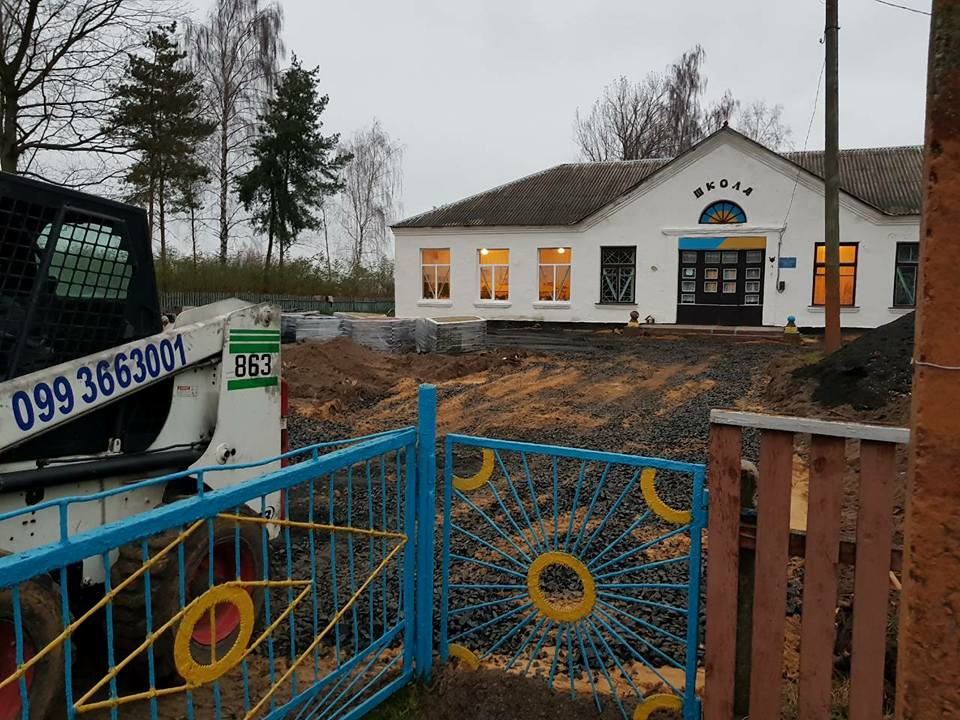

За легендою, яка побутує серед місцевих жителів, назва села походить від двох чи трьох дубів, які росли при в'їзді в населений пункт. Двоє з них стояли близько один від одного тобто в «парі», звідси й пішла назва села Паридуби. Існує й інша версія про виникнення назви села. У далекі часи в навколишніх лісах росло багато дубів. Були навіть дубові гаї. В селі займались ремеслами по обробітку деревини та будівництвом. Деревина з дуба використовувалася для виготовлення різних ужиткових предметів, бочок, діжок, цебриків, коліс для возів, кошиків. Дубова деревина є дуже твердою і міцною, щоб її пом'якшити — парили в гарячій воді. Після цього деревина стає гнучкою і піддатливою. Звідси й версія щодо походження назви села від словосполучення «парити дуба».

## Цікаві історичні факти про село
За архівними матеріалами князів Сангушків перша згадка про село датується 19-20 вереснем 1511 р.
У вересні 1511 відбулась подія, яка фіксує передачу села Паридуби, яке входило до Миляновицької волості у володіння князя Василя Михайловича Сангушка-Ковельського. Князь Андрій Михайлович Коширевський дарував волость своєму дядькові Михайлу Сангушко і його синам Яношу та Василеві. В дарчу грамоту входили села Миляновичі, Нуйно, Паридуби, палац Келевицьк, Клечковичі, Зілово і Туровичі.
Земельні володіння села межували зі Смідином. Між жителями двох сіл виникали суперечки за земельні наділи. Тому князь В.Сангушко обміняв своє володіння, до якого входило і село Паридуби, на володіння королеви Бони у Білорусі. Такий обмін був зафіксований 10 березня 1543 р. Після смерті королеви Бони с. Паридуби було приєднано до королівської власності.
У 1564 р. село було передано у володіння А. М. Курбському. Після його смерті у 1583 р. володіння перейшло до його дружини Олександри Петрівни. Згодом селом володів зять А. М. Курбського, потім князь Андрій Фірлей.
Після смерті Андрія Фірлея Паридуби перейшли у королівське володіння, які перебували там до 1772 р. Після третього поділу Польщі Паридуби увійшли до складу Російської імперії.
За Маніфестом скасування кріпацтва в Російській імперії у 1861 р., селяни Паридубів були звільнені від залежності поміщиків. Багато жителів села не мали змоги викупити свої наділи, тому власну землю вони здавали в оренду, або продавали купцям чи заможним селянам.

## Перша та Друга світові війни
У період Першої світової війни село, з 1915 по 1918 р., було під окупацією австрійських та німецьких військ.
З вересня 1920 по вересень 1939 Паридуби перебували під владою Польщі. Після приєднання села до УРСР у вересні 1939 року, населений пункт входив до Мацеївського району і в ньому залишався до 1959 року.
У період Другої світової війни Паридуби перебували під німецькою окупацією з 27 червня 1941 р. по 18 липня 1944 р. Війни в історії нашої планети є найбільшими трагедіями людства, вони несуть в собі смерть, розруху, страждання і духовну трагедію.
Радянська історіографія багато написала про події війни, але і до наших днів існують нерозгадані її сторінки. У радянські часи історики мало що розповідали про «штрафні частини» Червоної Армії, їх участь у боях. Замовчувався їх бойовий шлях, участь в бойових наступальних операціях. Тільки недавно почали відкривати архівні документи, у яких розповідається про це. Як вже відомо, ці частини формувалися з солдатів і офіцерів, які порушили норми законів і повинні були кров'ю змити провину, яку скоїли. Цим частинам давалися найскладніші доручення, найтяжчі ділянки фронту, ризиковані розвідувальні операції. Командування посилало такі частини на неминучу смерть. Їм доручали проривати лінії фронту із замінованою ділянкою, робити відволікаючий маневр, або збити з пантелику, дезінформувати німецьке військове командування.
Про одну із таких трагічних військових операцій, яка відбувалася біля Паридубів, розповідають місцеві жителі, свідки цих подій, учасники бойових дій: Никонюк І. Я., Козюра С. 3., Козюра М. П., Клімук О. У.
Подія ця відбувалася в березні 1944р, коли радянські війська вели наступальну операцію під Ковелем, взяли місто в оточення і відкинули німецькі війська на захід на 10-20 км. Передові частини Червоної Армії пробивалися до станції Мацеїв, яка була добре укріплена.
У Паридубах знаходилися німці, на хуторах навколо села були поставлені кулеметні вогняні точки. На станції Мацеїв стояв бронепоїзд. Він своєю вогневою міццю стримував наступ Радянської Армії.
Місцевість, на якій розгортався бій, була болотистою, порослою чагарниками. Очевидці стверджують, що бій відбувся 19-22 березня.
На північ від Паридубів протікає невелика річка Кизівка, за якою підвищення, поросле лісом. Рота червоноармійців-штрафників скритим маневром вийшла з лісового масиву зі сторони Смідина, вони були в масхалатах і направилися до станції Мацеїв. Перед ними, ймовірно, стояло завдання добратися до станції Мацеїв і зробити якусь диверсію, щоб припинити просування бронепоїзда в напрямку Ковеля.
Пройшовши болотисту місцевість, штрафники вийшли до хутора Бички. На цьому хуторі було розміщене кулеметне укріплення. Близько півкілометра вони подолали шлях непоміченими. Коли до хутора Бички залишилося 150—200 м, їхній командир підняв воїнів в атаку. Цей наказ мав тяжкі наслідки, то була рокова помилка. Штрафники себе викрили. По них був відкритий шквальний вогонь із кулемета і автоматів, загинула більша частина солдатів. Ті, що залишились, почали відходити, по них вдарили з кулеметного укріплення, яке знаходилося на півночі села. Шлях відступу було теж перекрито. Через деякий час відкрили гарматний вогонь із бронепоїзда. Через годину стрілянина стихла, бо вже стемніло.
Наступного дня на хутір, де жив Никонюк І. Я і його батько Никонюк Ярон, прийшов поранений солдат. Він розповів, що був із штрафної роти, яка мала завдання дійти до станції Мацеїв.
Не відомо, чи ще хто із них залишився живим. Більшість солдатів полягли в бою, поранені померли від ран і втрати крові. Пройшло близько місяця, коли почали хоронити загиблих солдатів. Загинуло дуже багато воїнів, їх стягували у воронки від вибухів снарядів, також було викопано декілька ямок. Солдатів закопували повністю в одязі з військовими обладунками, у касках. Придатну для бою зброю, ще раніше позбирали німці. Поховати загиблих солдатів німці силоміць змусили жителів села Паридубів і прилеглих хуторів.
Територію північної Волині було визволено від нацистських військ в ході проведення грандіозної стратегічної операції «Багратіон» військами 1-го Білоруського фронту. На південному заході від Паридубів відбувся великий танковий бій на підступах до містечка Луків і станції Мацеїв. У боях за с. Паридуби посмертно було присвоєно звання Героя Радянського Союзу капітану Міну Олександру Павловичу, командиру батальйону 605-го стрілецького полку.

## Населення
Згідно з переписом УРСР 1989 року чисельність наявного населення села становила 360 осіб, з яких 165 чоловіків та 195 жінок.
За переписом населення України 2001 року в селі мешкало 386 осіб.

### Мова
Розподіл населення за рідною мовою за даними перепису 2001 року:
| Мова       | Відсоток |
| ---------- | -------- |
| українська | 98,45 %  |
| російська  | 1,04 %   |
| білоруська | 0,26 %   |
| інші       | 0,25 %   |

## Історія освіти села Паридуби
Церковно-приходська школа, яка діяла при церкві Св. Миколая давала дітям початкову освіту. Учнів навчали писати, рахувати, читати, обов'язковим предметом було богослів'я. Учителями були: священник, дяк, донька священика Неоніла Миколаївна. Навчалися діти російською і старослов'янською мовами. Ця школа проіснувала до Першої світової війни.
У 1923 році за державний кошт, при допомозі місцевої влади і жителів села, збудовано дерев'яну школу, на місці сучасної. Діти навчалися до п'ятого класу. Навчання було безплатним, здійснювалося у дві зміни. Через велику кількість учнів для навчання орендували ще селянську хату. Кількість учнів в окремі роки досягала 170 чоловік. Дітей у школі навчали 5 учителів, кожен мав свій клас.

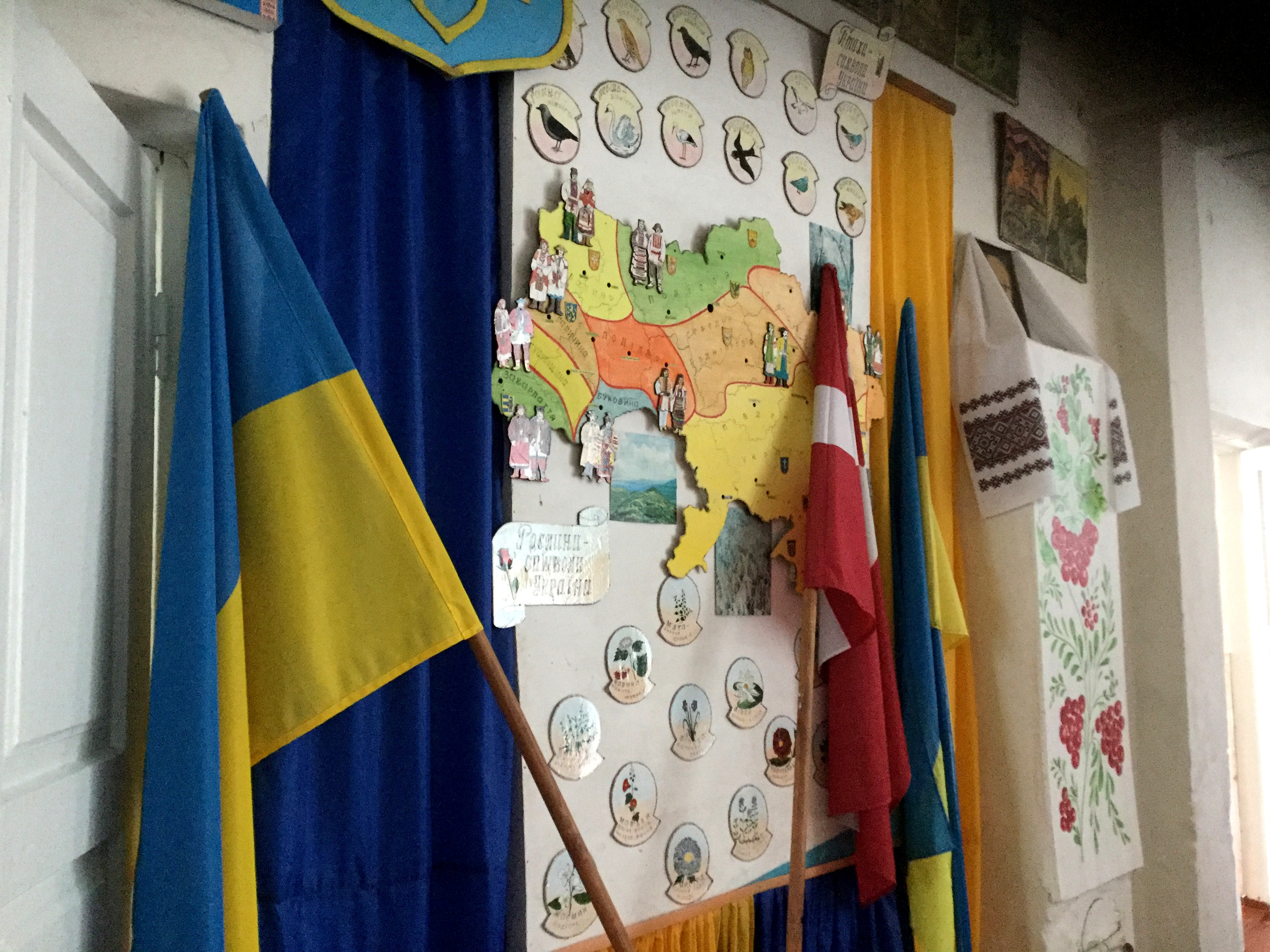

Предмет «богослужіння» читав священник православного віросповідання. Не всі батьки мали змогу відправляти дітей до школи, але якщо учень пропустив один навчальний рік, вони повинні були сплатити 25 злотих штрафу. За ці гроші в ті часи можна було купити 150 кг пшениці, або гарні чоботи. В 20 роках ХХ ст. директором школи був Мільчук, місцевий житель, освіту здобув у гімназії. В 30 рр. школу очолював Юзеф Цихій, поляк за національністю. На посаді директора був до 1939 року. Він жив в приміщенні школи, мав дві кімнати, кухню. За відмінне навчання дітям давали подарунки та можливість продовжувати навчання за державний кошт.
У 1939 році школу переведено на семирічну освіту. Учнів налічувалося більше 200. Навчання здійснювалося українською мовою.
У 1944 р., коли гітлерівські війська відступали, половина села було знищена, згоріло і приміщення школи.
У післявоєнний період навчання відновлено в хаті жителя села Оніщука, якого в період окупації вивезли до Німеччини, а звідти він емігрував до США.
У період із 1946 по 1947 рр. збудовано два приміщення школи із хат, розкуркулених селян. Навчалися діти в школі 7 років. У 1940 році директором школи став Панщурик. Пізніше школу очолив Марчук Іов Григорович. За часи керівництва Іова Григоровича розпочалася будівництво сучасної школи. Марчук Іов Григорович пропрацював на посаді директора до 1979 року.
З 1979 по 1986 рр. — директором школи була Скалюк Софія Петрівна. З 1986 по 1988 р. школу очолював Цалай Сергій Трохимович. У 1988 р. директором призначили Никонюка Леоніда Івановича, який і нині очолює педагогічний колектив.

## Церковне життя на селі

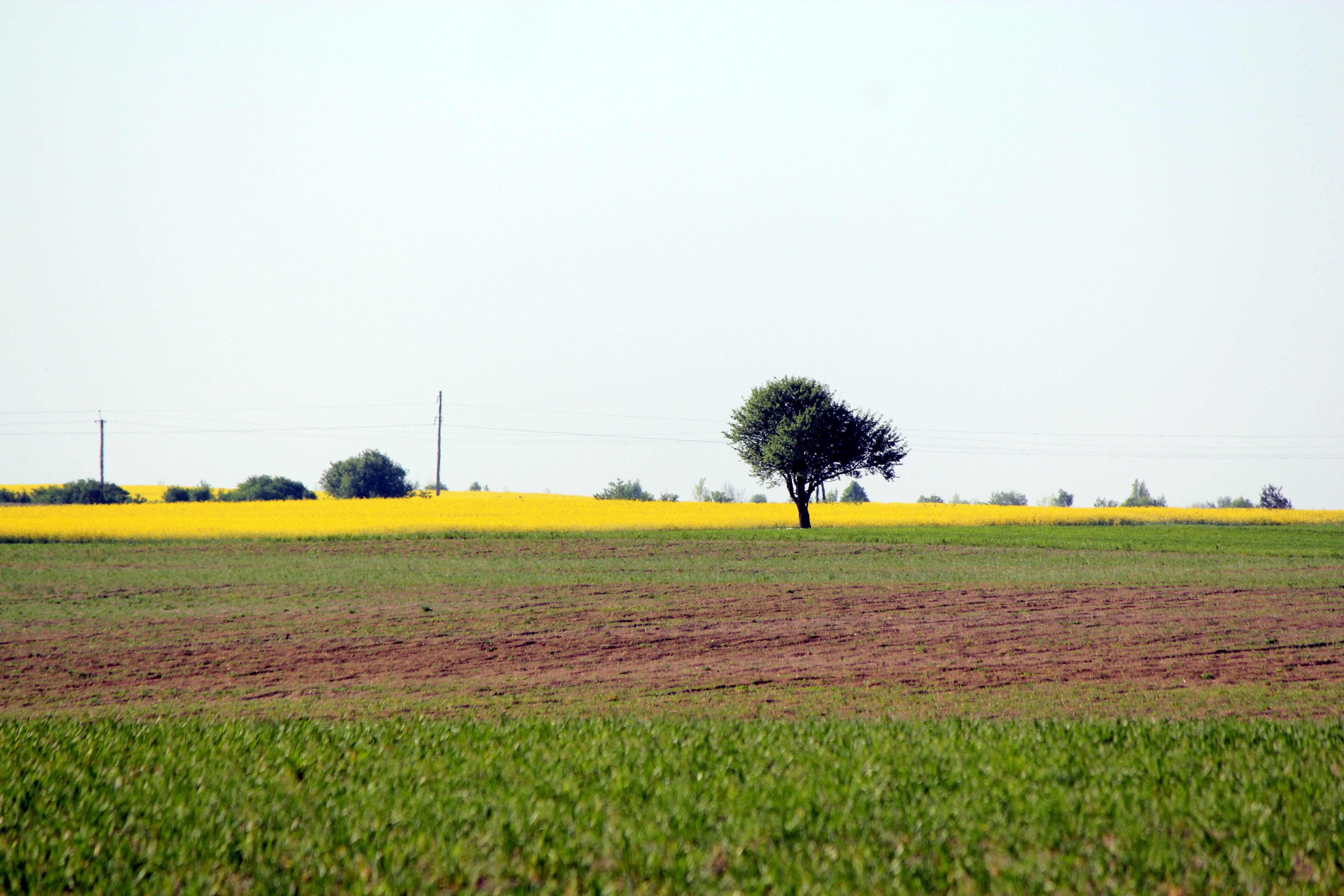

У записах клірової відомості за 1896 р. церква Святителя і Чудотворця Св. Миколая існувала вже в 16ст.. Про неї згадується в записах слуги князя А. М. Курбського московіта Петра Вороновецького. Запис датується 4 березням 1579 р, у якому він просить Кирила Зубцовського, котрий був Ковельським старостою дати на церкву Св. Миколая с. Паридуби півкопи грошей. Церква була дерев'яною. В 1730 і 1875 рр відбулися капітальні її ремонти. Покрівля Святині була з металевої бляхи, пофарбованої в зелений колір.
Зберігалися у ній метричні книги з 1812 року. Церква мала земельні володіння в розмірі 44,81 десятин. Настоятелем храму в період з 1860—1900 р. був Іон Іванович Михалевич. У 1944 будівля храму згоріла. Побудували паридубці новий у 2005 році.
Служіння в храмі здійснює Михайло Пірог.

## Знакові люди села Пиридуби
Чимало вихідців із села Паридуби заслужили повагу й шану не тільки у своєму селі, а й за його межами.
Бондарчук Ольга Єліферівна — Заслужений вчитель України, Шимчук Дмитро Мойсеєвич — Заступник голови Севастопольської міської держадміністріції, Кащенюк Леонід Іванович — Полковник запасу. Нагоджений орденом за службу Батьківщині ІІІ ступеня, Медаллю за бойові заслуги, Сукач Ігор Васильович — Старший уповноважений податкової поліції м. Київ, автор збірок «Щасливий дощ», «Життя в одній секунді», Мартинюк Володимир Констянтинович — Заступник головного лікаря по амбулаторно-поліклінічній роботі м. Селехард (Російська Федерація), Гаврилюк Тамара Констянтинівна — лікар-терапевт м. Ковель, Манькута Сергій Леонідович Керівник ФГ «Злагода», Гаврилюк Людмила Трохимівна — вчитель методист, нагоджена медаллю «Макаренка», орденом «Знак Пошани», значком «Відмінник освіти» (с. Дубечне)
Никонюк Феоктист Вікторович — Заслужений лісовод України, генеральний директор «Хмельницькліс», генерал-лейтенант, нагороджений орденом «Знак Пошани»
У 1988 р. в селі було організовано колгосп «Іскра». До того часу воно було шостою бригадою колгоспу імені Суворова. Після його реорганізації, утворилося фермерське господарство, яке очолював С. Л. Манькута.